# Odalis Revé
Pour les articles homonymes, voir Revé.
Odalis Revé, née le 15 janvier 1970 à Sagua de Tánamo, est une ancienne judokate cubaine qui s'illustrait dans la catégorie des poids moyen (-66 kg). Elle a remporté la médaille d'or aux Jeux olympiques de 1992 à Barcelone lors de la première apparition du judo féminin au programme olympique. Elle a également été deux fois vice-championne du monde et a gagné à deux reprises les Jeux panaméricains.
Elle se révèle en 1989 en remportant la médaille de bronze aux Mondiaux de Belgrade. Deux ans plus tard, elle échoue cette fois-ci en finale face à l'Italienne Emanuela Pierantozzi mais décroche l'argent. L'année suivante, elle prend sa revanche face à cette même judokate en finale du tournoi olympique de Barcelone et devient ainsi la première championne olympique cubaine en judo. Troisième aux Mondiaux 1993 et seconde en 1995 à Chiba, elle échoue dans la conservation de son titre olympique à Atlanta en 1996.

## Palmarès

### Jeux olympiques
- Jeux olympiques de 1992 à Barcelone (Espagne) :
  -  Médaille d'or dans la catégorie des poids moyen (-66 kg).
- Jeux olympiques de 1996 à Atlanta (États-Unis) :
  - 5edans la catégorie des poids moyen (-66 kg).

### Championnats du monde
- Championnats du monde 1989 à Belgrade (Yougoslavie) :
  -  Médaille de bronze dans la catégorie des poids moyen (-66 kg).
- Championnats du monde 1991 à Barcelone (Espagne) :
  -  Médaille d'argent dans la catégorie des poids moyen (-66 kg).
- Championnats du monde 1993 à Hamilton (Canada) :
  -  Médaille de bronze dans la catégorie des poids moyen (-66 kg).
- Championnats du monde 1995 à Chiba (Japon) :
  -  Médaille d'argent dans la catégorie des poids moyen (-66 kg).

### Divers
- Tournoi de Paris (France) :
  - 2 victoires en 1993 et 1994.
- Jeux panaméricains
  -  Médaille d'or en 1991 à La Havane (Cuba).
  -  Médaille d'or en 1995 à Mar del Plata (Argentine).